# Varese
Vareseⓘ ([vaˈreze], pol. uproszczona: wareze) – miasto i gmina w północnych Włoszech, w regionie Lombardia, siedziba prowincji Varese.
Varese leży nad jeziorem Varese, na przedgórzu Alp. Według danych na rok 2004 gminę zamieszkiwały 82 282 osoby, 1523,7 os./km². Wielki ośrodek przemysłu skórzanego i obuwniczego oraz środków transportu, elektroniczny, włókienniczy, chemiczny, spożywczy. Węzeł komunikacyjny i drogowy. Ośrodek turystyczny.
Od wczesnego średniowiecza związane politycznie z Mediolanem, dzieliło jego losy.
Zabytki: kościoły z XVI–XVII w. (m.in. bazylika San Vittore), Palazzo d’Este (obecnie ratusz, XVIII w.), Villa Mirabello (XVIII w.), baptysterium z XIII wieku.

## Miasta partnerskie
- Alba Iulia
- Romans-sur-Isère